# Bieriezowik (obwód wołogodzki)
Bieriezowik (ros. Березовик) – wieś w Rosji, w rejonie czerepowieckim obwodu wołogodzkiego. W 2002 liczyła 21 mieszkańców, z kolei w 2010 populacja miejscowości wynosiła 9 osób.